# Madame Rosmerta
Madame Rosmerta is een personage in Harry Potterboeken van de Britse schrijfster J.K. Rowling. Ze is de barvrouw van de kroeg in Zweinsveld, de Drie Bezemstelen, waar de schoolkinderen meestal naartoe gaan wanneer ze in het dorp zijn. Ze wordt omschreven als een mooie, voluptueuze vrouw. De rol van de bardame wordt in de films vertolkt door de actrice Julie Christie.
Ron Wemel vindt haar bijzonder knap en staart haar altijd na. Dit valt soms in slechte aarde bij Hermelien Griffel.
In het zesde boek wordt Madame Rosmerta behekst met de Imperiusvloek en helpt ze zo onbedoeld (overigens met weinig succes) Draco Malfidus in zijn pogingen om Albus Perkamentus te doden.

## Herkomst van de naam
Rosmerta was een Keltische godin van de vruchtbaarheid en de overvloedigheid, Rowling heeft de naam dus zowel gebaseerd op het uiterlijk als op de rol van Madame Rosmerta.